# José Carlos Bauer
José Carlos Bauer (San Paolo, 21 novembre 1925 – San Paolo, 4 febbraio 2007) è stato un calciatore e allenatore di calcio brasiliano, di ruolo centrocampista.
Nacque da padre svizzero e madre afro-brasiliana. Fu un centromediano metodista potente ed elegante con attitudine alla fase difensiva, soprannominato "O Gigante do Maracanã" o "O Monstro do Maracanã".

## Carriera

### Giocatore

#### Club
A livello di club la carriera di Bauer fu legata alla squadra del San Paolo, con cui giocò per undici anni vincendo sei campionati statali. Qui formò assieme a Rui e Noronha un celebre ed apprezzato trio di centrocampo riproposto anche in Nazionale, i cui componenti furono ribattezzati "I tre moschettieri". Nel 1956 ebbe due fugaci esperienze col Botafogo di Garrincha e Nílton Santos e con il São Bento, per poi cessare l'attività agonistica con la Portuguesa nel 1958.

#### Nazionale
Con la maglia della Nazionale brasiliana prese parte alla vittoria del Campeonato Sul-Americano del 1949. L'anno seguente partecipò ai Mondiali che il Brasile organizzò in casa, perdendo la finale contro l'Uruguay. Bauer venne ritenuto dalla critica come uno dei migliori giocatori della competizione assieme al connazionale Zizinho e le buone prestazioni unite al suo stile di gioco gli valsero il soprannome di "Gigante do Maracanã", attribuitogli dai radiocronisti. Fu uno dei pochi tra i convocati di quell'edizione a partecipare al successivo Mondiale del 1954, occasione in cui ricoprì il ruolo di capitano della squadra. Con la Seleção vinse anche il Campionato Panamericano nel 1952.

### Allenatore
Da allenatore diresse diverse squadre sia brasiliane che estere, con esperienze in Colombia, Messico e Portogallo, senza ottenere particolare successo. In seguito ricevette anche un invito ad allenare in Giappone.
Durante questa fase della carriera ebbe inoltre occasione di scoprire prima di tutti il talento di Eusébio. Ai tempi in cui sedeva sulla panchina del Ferroviária, nel 1960, Bauer prese parte ad una tournée in Mozambico, durante la quale notò il futuro pallone d'oro. Il tecnico lo segnalò a Béla Guttmann, suo allenatore ai tempi del San Paolo allora passato al Benfica, che lo portò a Lisbona.

## Palmarès

### Giocatore

#### Club
- Campionato paulista: 6

San Paolo: 1943, 1945, 1946, 1948, 1949, 1953

### Nazionale
- Coppa America: 1

Brasile 1949
- Campionato Panamericano: 1

1952

### Allenatore
- Coppa del Messico: 1

Atlas: 1961-1962

### Videografia
- Federico Ferri, Federico Buffa, Storie Mondiali: Il Maracanazo (1950), Sky Sport, 2014.